# حراثة بالحد الأدنى

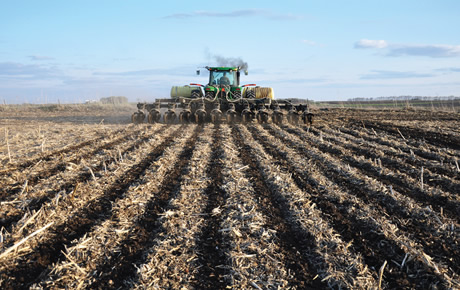

الحراثة بالحد الأدنى نظام للمحافظة على التربة مثل الحرث الشريطي بهدف معالجة التربة بالحد الأدنى اللازم لإنتاج المحاصيل بنجاح. فهي أسلوب من أساليب الحراثة لا يتم فيه تقليب التربة. وهو مناقض للحراثة المكثفة، التي تغير بنية التربة بواسطة المحاريث.